# Boswellia serrata
Boswellia serrata är en tvåhjärtbladig växtart som beskrevs av William Roxburgh och Henry Thomas Colebrooke. Boswellia serrata ingår i släktet Boswellia och familjen Burseraceae. Inga underarter finns listade i Catalogue of Life.

## Bildgalleri

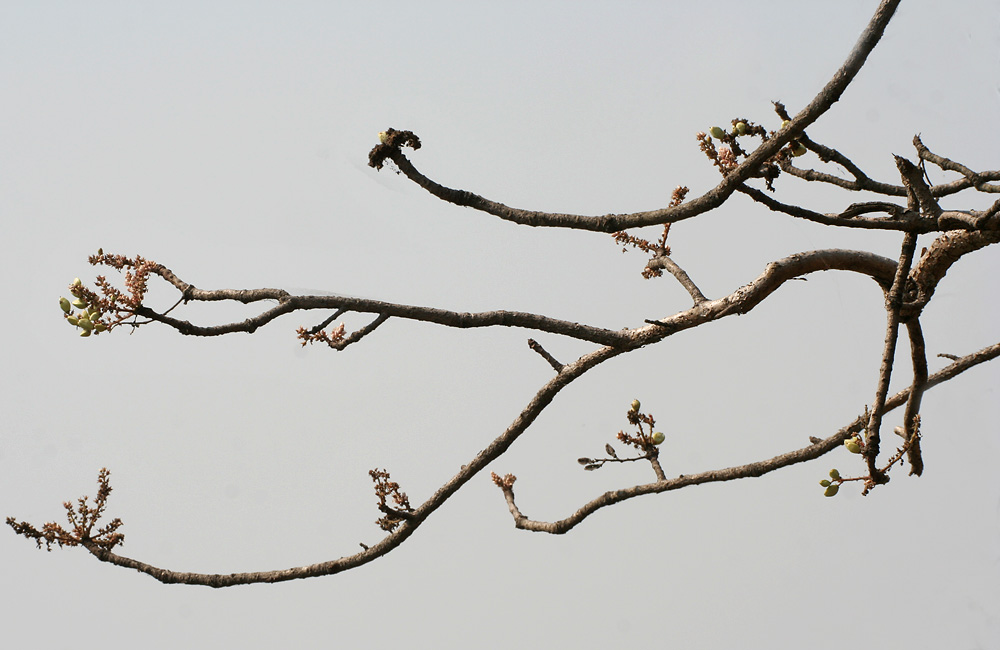
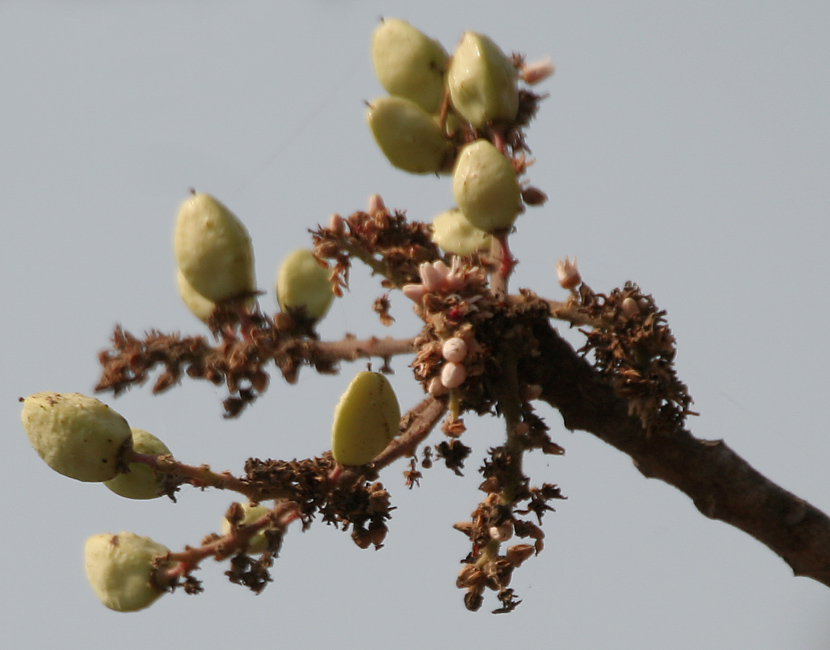
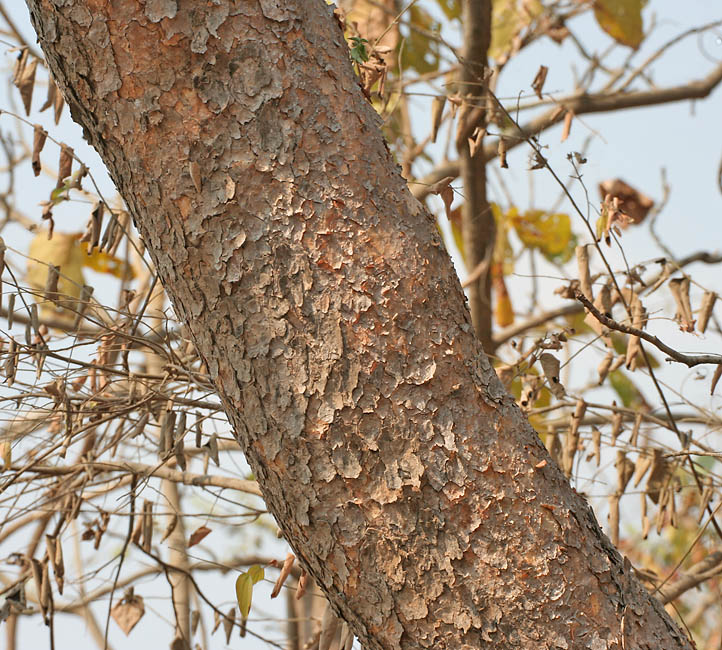